# Killfile
Een killfile is een bestand waarin de gebruiker van een newsreader aan kan geven welke bijdragen op Usenet niet vertoond moeten worden.

## Geschiedenis
Het eerste programma dat de mogelijkheid bood om nieuwsberichten van vertoning uit te sluiten was rn. Om het hoofd te kunnen bieden aan het overweldigende aanbod van toen nog ongecategoriseerde berichten kon de gebruiker reguliere expressies opnemen in een bestand met de naam KILL. rn paste deze regels toe op het onderwerp van de nieuwsberichten.
Latere newsreaders boden ook de mogelijkheid de auteur van een nieuwsbericht op te geven als criterium voor het niet vertonen van berichten.

## Gebruik
Het is al lang niet meer zo dat de gebruiker heel Usenet inleest, de steeds fijnere verdeling in nieuwsgroepen heeft dit overbodig gemaakt. Het voornaamste gebruik van het killfile-mechanisme is nu het negeren van onwelgevallige auteurs.

### Figuurlijk
Ook al heeft de gebruiker allang geen bestand met de naam KILL op zijn computer, toch kan hij er naar verwijzen, door bijvoorbeeld uit te roepen: "Als je zo doorgaat met trollen dan zet ik je in mijn killfile".